# Мускульний шлунок

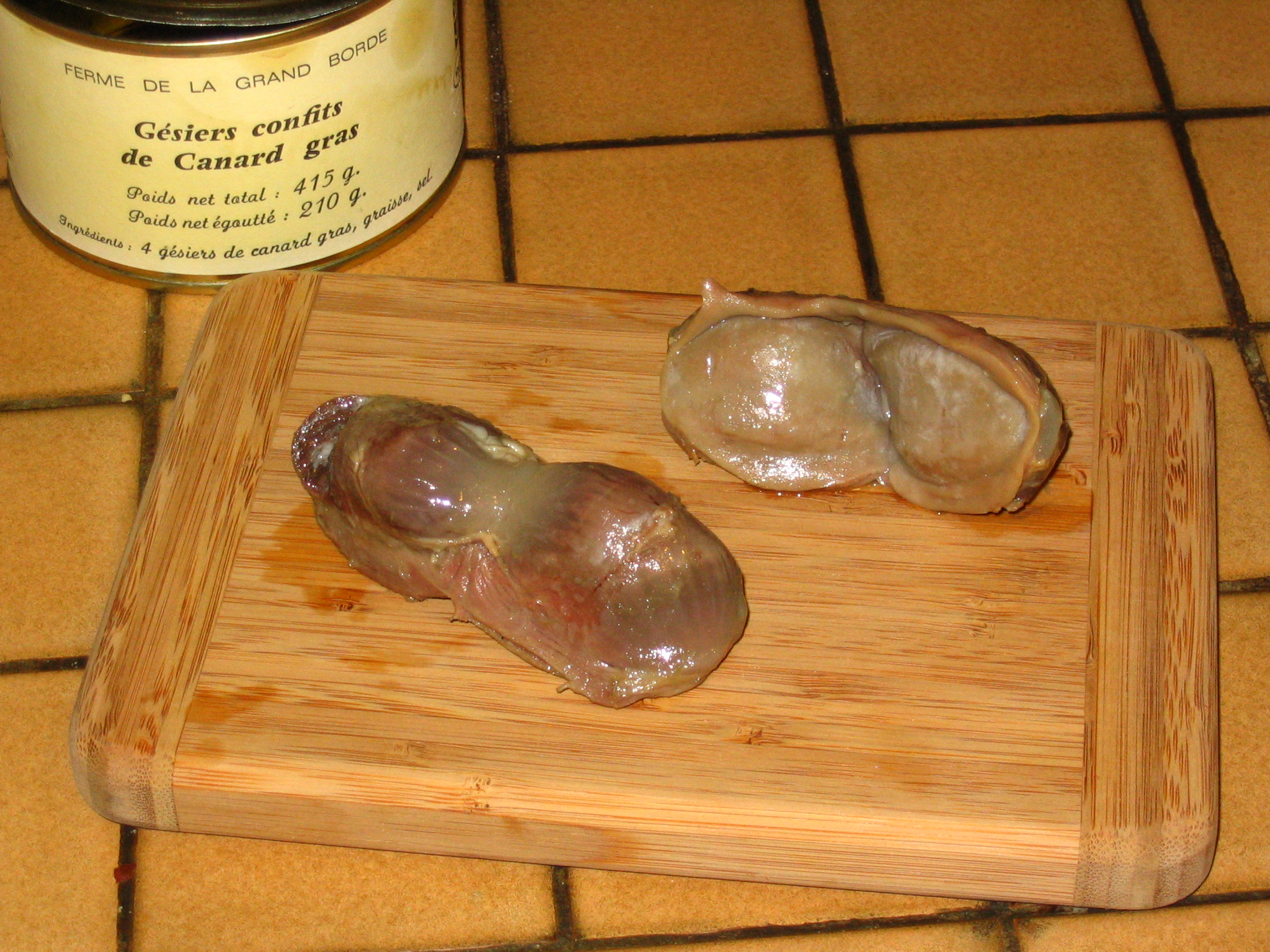
Пупці качок.

Мускульний шлунок або другий шлунок, пташиний пупе́ць — орган травного тракту деяких тварин, зокрема птахів, плазунів, дощових черв'яків та деяких риб. Цей орган може утворюватися як із шлунка, так і з інших частин травного тракту, та оточений товстими мускульними стінками. Його головним призначенням є подрібнення і пережовування їжі. У деяких комах та молюсків мускульні шлунки містять хітинові пластини або утворення, що нагадують зуби.